# アブラハム・ファン・デン・テンペル
アブラハム・ランベルツゾーン・ファン・デン・テンペル（Abraham Lambertsz. van den Tempel、1622年ころ - 1672年10月8日）は、オランダの画家である。ライデンやアムステルダムで働き、肖像画や寓意画、聖書を題材にした作品を描いた。

## 略歴
オランダ北部のレーワルデンで生まれた。父親のランベルト・ヤコブスゾーン(Lambert Jacobsz.: 1598-1638)は画家で布地商人でもあったが、ファン・デン・テンペルの少年時代に亡くなっている。父親の没後、兄弟と布地商人として働き、成功したとされる。父親の弟子だった画家のヤーコプ・アドリアンスゾーン・バッケル(1608-1651)のもとで学んだ。1647年までアムステルダムにいた。その後、ライデンでヨリス・ファン・スコーテン(1587-1651)に学び、1648年に画家として独立し、1660年まではライデンで働いた。1648年に結婚したと伝えられている。ハブリエル・メツーやヤン・ステーン、ヨリス・ファン・スコーテン、ダーフィット・バイリー、ピーテル・デ・リングとともにライデンの聖ルカ組合で活動した。18世紀初めに画家の伝記を出版したアルノルト・ホウブラーケン(1660-1719)によれば姓の「ファン・デン・テンペル」はライデンで住んでいた場所に由来するとされる。
1860年にアムステルダムに移り、亡くなるまでそこで活動した。
ライデンやアムステルダムでファン・デン・テンペルの工房で働いた画家には、フランス・ファン・ミーリスやカレル・デ・モールCarel de Moor、ミヒール・ファン・ミュスヘル(Michiel van Musscher)、アリ・デ・フォイスらがいる。

## 作品

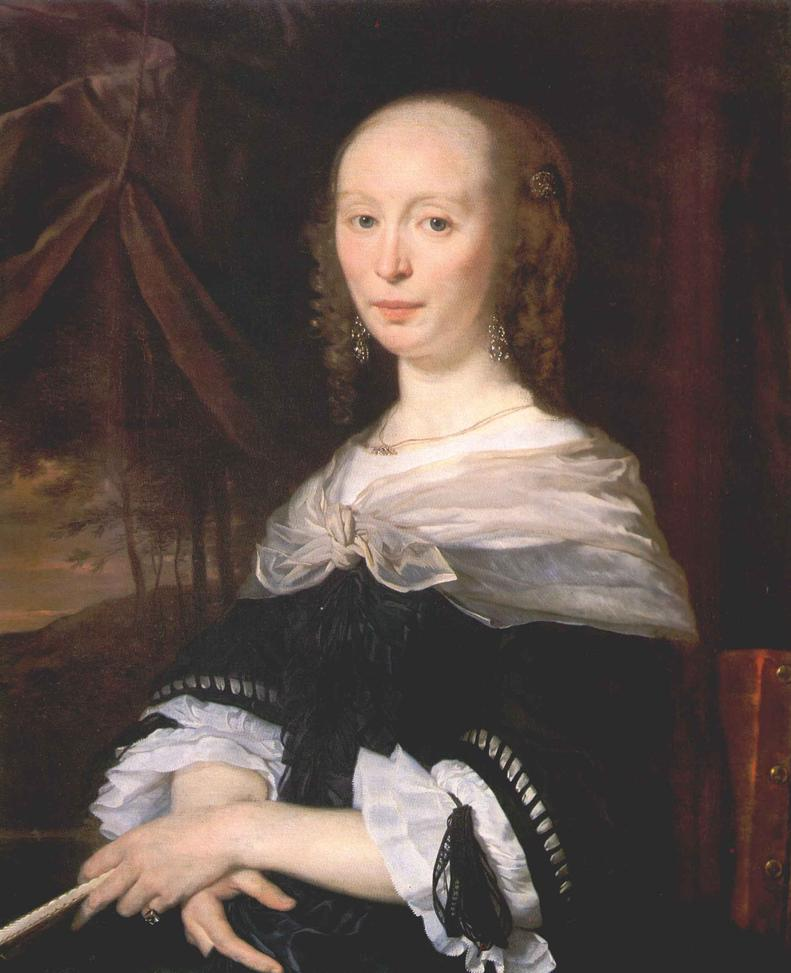
貴婦人の肖像画 (1660/1663) アイルランド国立美術館
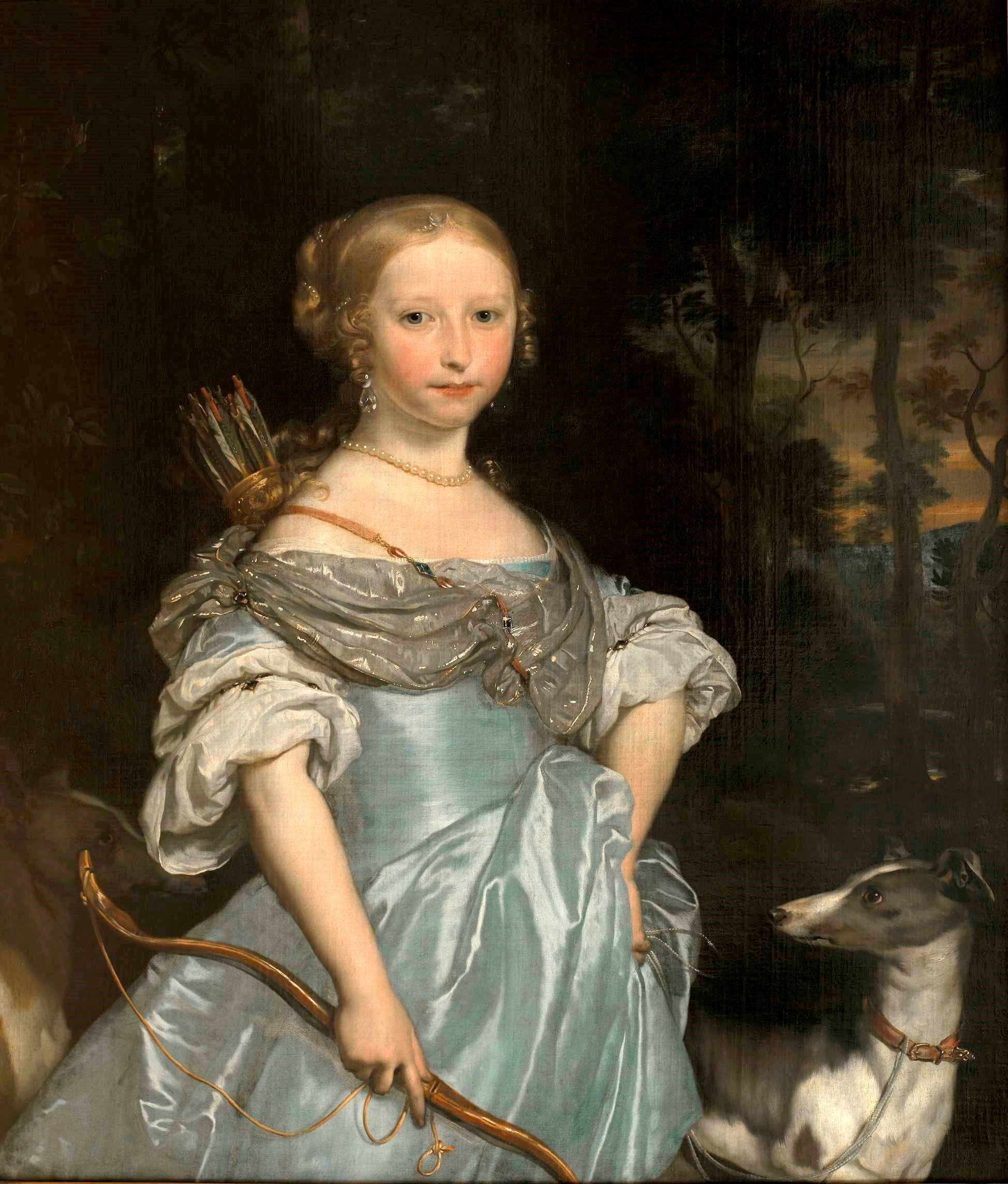
狩りの女神ディアーナに扮した少女 (c.1669) Muzeum Pałacu Króla Jana III w Wilanowie
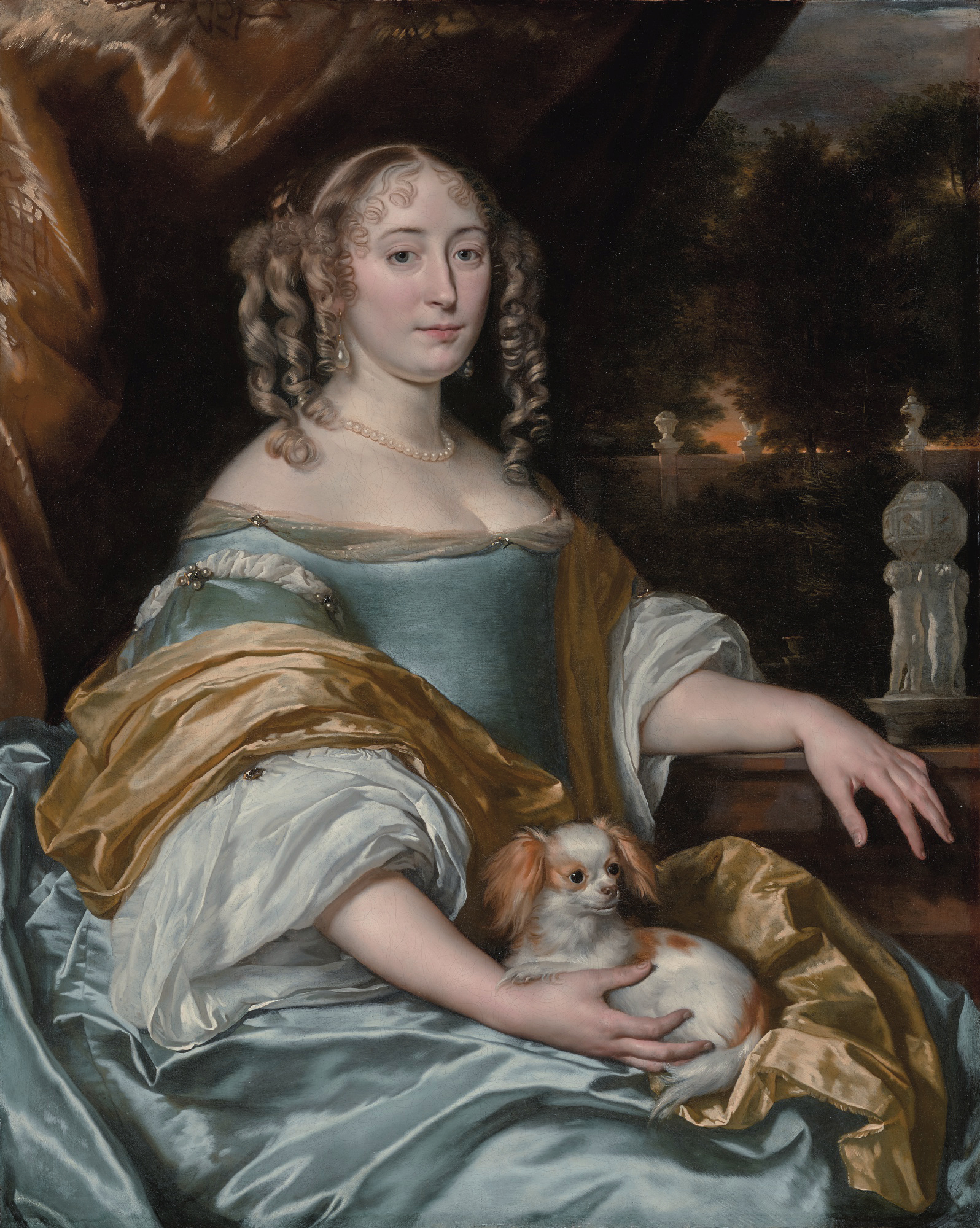
肖像画 (c.1666)
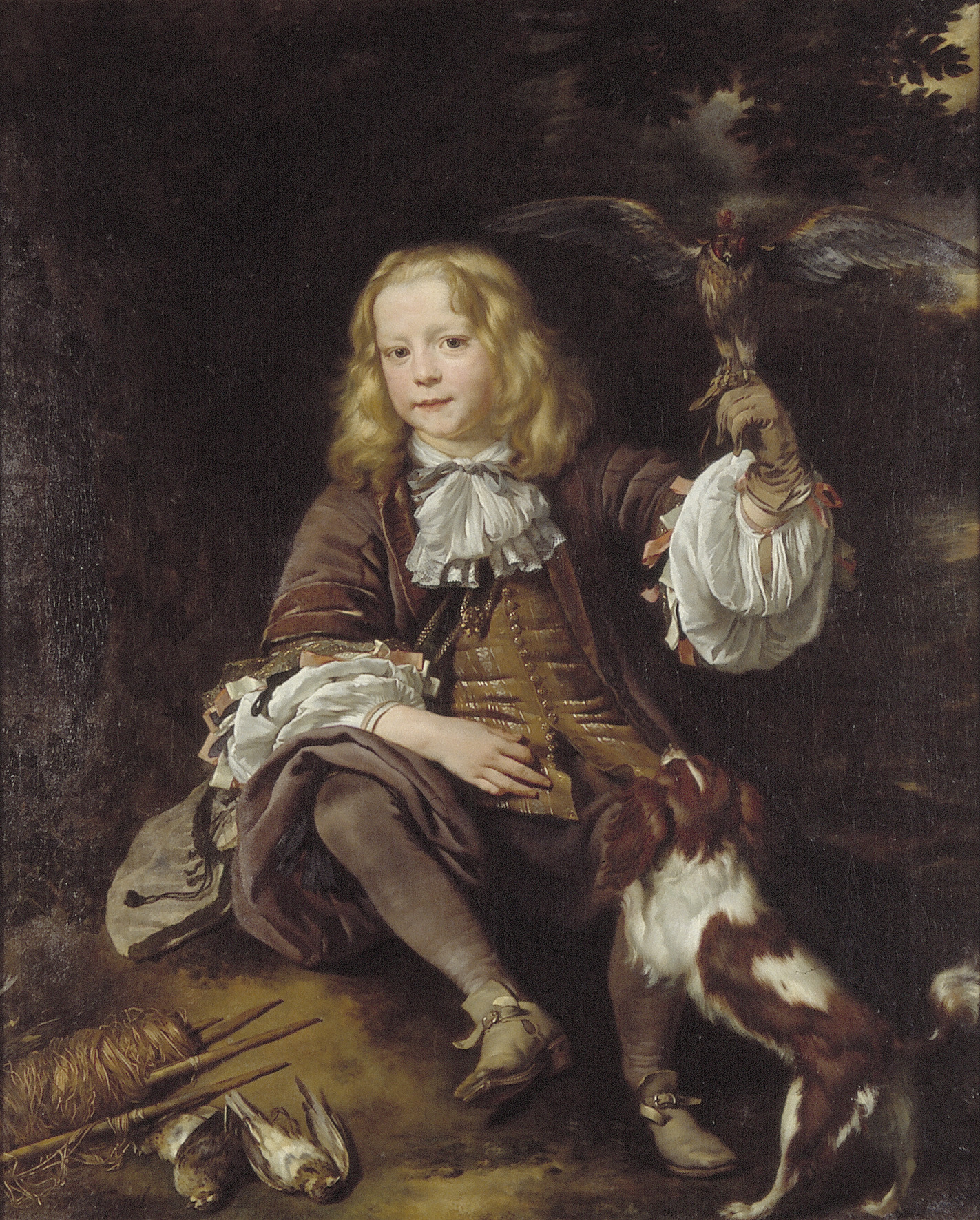
肖像画 (1668)

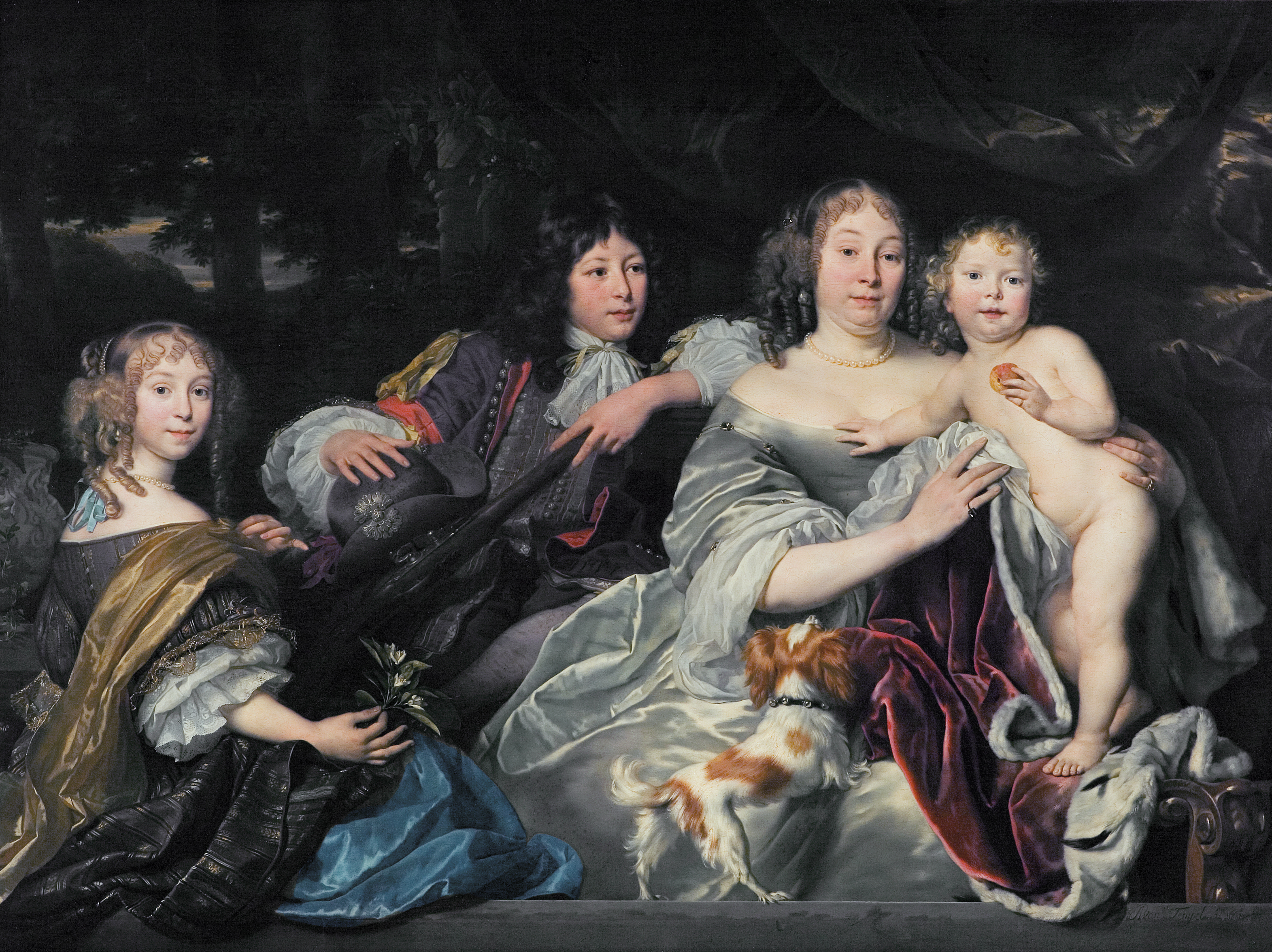
アルベルティーネ・アグネスと3人の子供たち (1668) Fries Museum
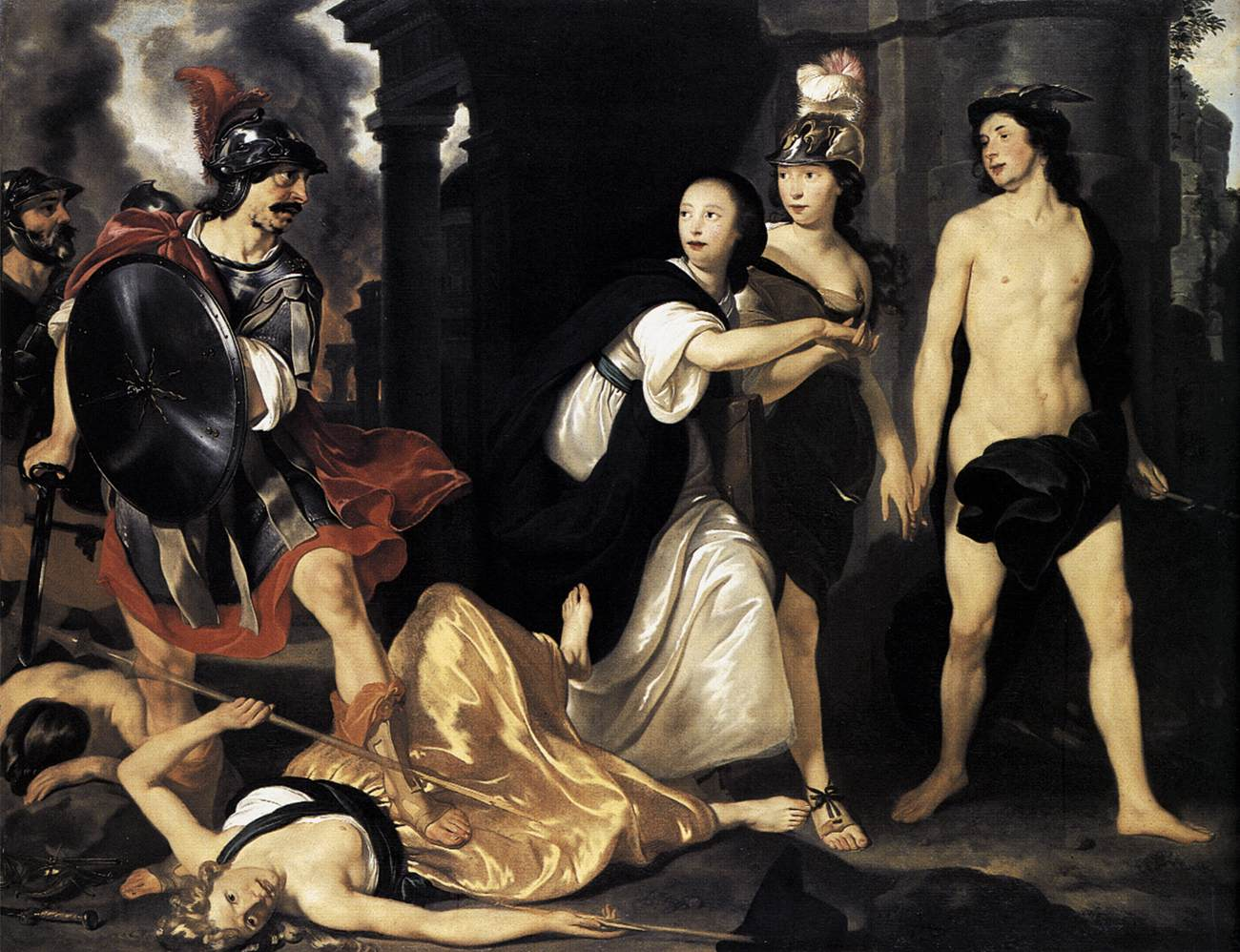
"Mars Banishes ‘Nering’ from Leiden" Museum De Lakenhal
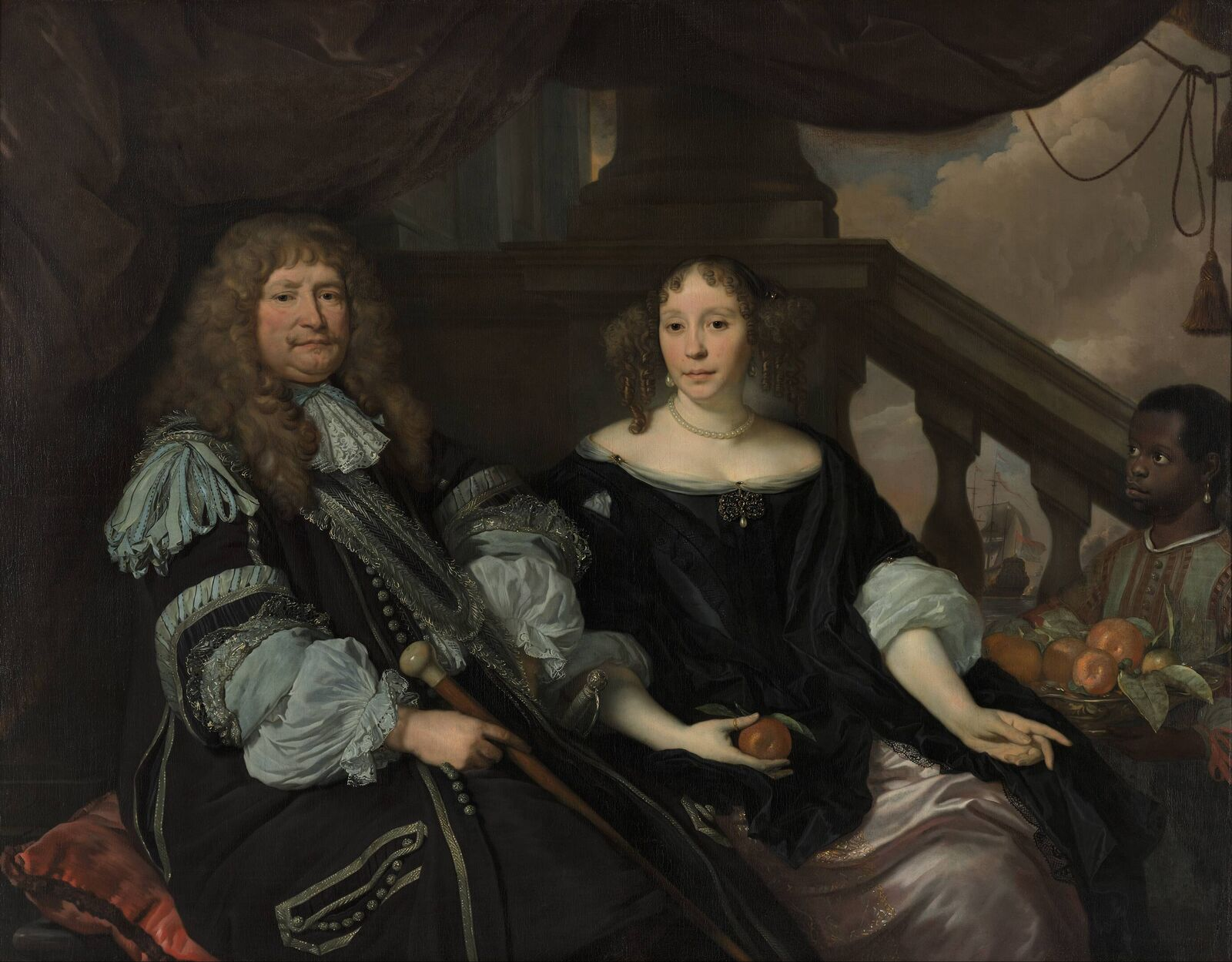
海軍軍人Jan van Amstelらの肖像画 (1671) ボイマンス・ファン・ベーニンヘン美術館